# The Girl in the Other Room
| Совокупная оценка                    | Совокупная оценка |
| Источник                             | Оценка            |
| ------------------------------------ | ----------------- |
| Metacritic                           | 67/100            |
| Оценки критиков                      |                   |
| Источник                             | Оценка            |
| AllMusic                             | [ 2 ]             |
| The Guardian                         | [ 3 ]             |
| Tom Hull                             | B                 |
| laut.de                              | [ 5 ]             |
| Mojo                                 | [ 1 ]             |
| Now                                  | [ 6 ]             |
| Q                                    | [ 1 ]             |
| Uncut                                | [ 7 ]             |
| The Penguin Guide to Jazz Recordings | [ 8 ]             |

The Girl in the Other Room — седьмой студийный альбом канадской певицы Дайаны Кролл, вышедший 31 марта 2004 года на лейбле Verve Records. Помимо кавер-версий, это первый альбом Кралл, включающий оригинальный материал, который она написала в соавторстве со своим мужем Элвисом Костелло.

## Об альбоме
Альбом получил положительные и умеренные отзывы музыкальных критиков.
Рецензент NPR отметил: «Этот релиз отличается от ее прошлых работ тем, что в нем нет интерпретаций джазовых стандартов в пользу новых песен, написанных Кралл и ее мужем Элвисом Костелло». Джум Сантелла из All About Jazz написал: «Некоторые из песен идут в другом направлении, чем ее предыдущий материал. Однако ничто не может изменить ее основную джазовую направленность. Дух Нэта Кинга Коула, Джимми Роулза и Рэя Брауна продолжает сопровождать ее на каждом шагу». Линда Серк из musicOMH добавила: «И все же этот альбом не просто берет вас в путешествие Кралла, он не настолько самовлюблен. Лирика универсальна, джаз — это целый гобелен настроений. The Girl In The Other Room — это меланхоличная и прекрасно сделанная работа, полная вызывающих образов и звуков. Она показывает, что Кралл не только превосходный автор песен, но и реальная женщина, скрывающаяся за элегантной афишей».
Памела Уинтерс из Paste отметила: «Диана Кралл вот уже десять лет покоряет слушателей мейнстрима своим плавным, свободным звучанием. Если вы любите аккуратный, блестящий и высококомпетентный джаз, то у вас, вероятно, уже есть ее диски, уютно устроившиеся на хорошо потрепанном экземпляре Come Away with Me. Но если вы относитесь к тем музыкальным снобам, которые, когда она вышла замуж за Элвиса Костелло, задались вопросом: „Что он в ней нашел?“. The Girl in the Other Room попытается ответить на ваш вопрос». Рецензент Cosmopolis написал: «The Girl in the Other Room — это не альбом для джазовых пуристов. Однако он должен позволить ей окончательно ворваться в ряды поклонников популярной музыки, которой она придает новые импульсы и редко слышимое качество».
Диск возглавил джазовый чарт в США (№ 1 в Billboard Jazz), достиг № 1 в Канаде и № 4 в Billboard 200.

## Список композиций
| №                   | Название                     | Автор(ы)                                       | Длительность |
| ------------------- | ---------------------------- | ---------------------------------------------- | ------------ |
| 1.                  | «Stop This World»            | Mose Allison                                   | 3:59         |
| 2.                  | «The Girl in the Other Room» | Diana Krall Elvis Costello (текст и музыка)    | 4:05         |
| 3.                  | «Temptation»                 | Tom Waits                                      | 4:28         |
| 4.                  | «Almost Blue»                | Costello                                       | 4:04         |
| 5.                  | «I've Changed My Address»    | Costello (текст) Krall (текст и музыка)        | 4:47         |
| 6.                  | «Love Me Like a Man»         | Chris Smither (адаптировано Bonnie Raitt)      | 5:49         |
| 7.                  | «I'm Pulling Through»        | Arthur Herzog (текст) Irene Kitchings (музыка) | 4:03         |
| 8.                  | «Black Crow»                 | Joni Mitchell                                  | 4:48         |
| 9.                  | «Narrow Daylight»            | Costello (текст) Krall (текст и музыка)        | 3:32         |
| 10.                 | «Abandoned Masquerade»       | Costello (текст) Krall (музыка)                | 5:11         |
| 11.                 | «I'm Coming Through»         | Costello (текст) Krall (текст и музыка)        | 5:07         |
| 12.                 | «Departure Bay»              | Costello (текст) Krall (текст и музыка)        | 5:40         |
| Общая длительность: | Общая длительность:          | Общая длительность:                            | 55:33        |

## Позиции в чартах
| Чарт (2004)                             | Высшая позиция |
| --------------------------------------- | -------------- |
| Австралия (ARIA)                        | 21             |
| Австралия Jazz & Blues Albums (ARIA)    | 3              |
| Австрия (Ö3 Austria)                    | 3              |
| Бельгия/Фландрия (Ultratop)             | 8              |
| Бельгия/Валлония (Ultratop)             | 5              |
| Канада (Canadian Albums Chart)          | 1              |
| Дания (Hitlisten)                       | 11             |
| Нидерланды (Album Top 100)              | 17             |
| Европа European Albums (Billboard)      | 4              |
| Финляндия (Suomen virallinen lista)     | 28             |
| Франция (SNEP)                          | 2              |
| Германия (Offizielle Top 100)           | 7              |
| Венгрия (MAHASZ)                        | 28             |
| Ирландия (IRMA)                         | 65             |
| Италия (Classifica album)               | 8              |
| Новая Зеландия (RMNZ)                   | 5              |
| Норвегия (VG-lista)                     | 2              |
| Польша (ZPAV)                           | 1              |
| Португалия (AFP)                        | 1              |
| Шотландия (Scottish Albums Chart)       | 12             |
| Швеция (Sverigetopplistan)              | 4              |
| Швеция Jazz Albums (Sverigetopplistan)  | 1              |
| Швейцария (Schweizer Hitparade)         | 7              |
| Великобритания (UK Albums Chart)        | 4              |
| США (Billboard 200)                     | 4              |
| США (Billboard Top Jazz Albums)         | 1              |
| США Traditional Jazz Albums (Billboard) | 1              |

## Сертификации
| Регион | Сертификация  | Продажи    |
| --- | ------------- | ---------- |
| Аргентина (CAPIF) | Золотой       | 20 000^    |
| Австралия (ARIA) | Золотой       | 35 000^    |
| Австрия (IFPI Austria)                                                                                                   | Золотой       | 15 000*    |
| Канада (Music Canada) | 2× Платиновый | 200 000^   |
| Германия (BVMI) | Золотой       | 100 000^   |
| Венгрия (Mahasz) | Золотой       | 10 000^    |
| Нидерланды (NVPI) | Золотой       | 40 000^    |
| Новая Зеландия (RMNZ) | Платиновый    | 15 000^    |
| Польша (ZPAV) | Платиновый    | 40 000*    |
| Португалия (AFP) | Золотой       | 20 000^    |
| Испания (PROMUSICAE) | Золотой       | 50 000^    |
| Швейцария (IFPI Switzerland)                                                                                             | Золотой       | 20 000^    |
| Великобритания (BPI) | Золотой       | 100 000^   |
| США (RIAA) | Золотой       | 500 000^   |
| Итого |               |            |
| Европа (IFPI) | Платиновый    | 1 000 000* |
| * Данные о продажах приведены только на основе сертификации. ^ Данные о тиражах приведены только на основе сертификации. |               |            |